# Glauco Servadei
Glauco Servadei (né le 27 juillet 1913 à Forlì, en Émilie-Romagne et mort le 27 décembre 1968 dans la même ville) est un coureur cycliste italien, dont la carrière se déroule de la fin des années 1930 à la fin des années 1940.

## Biographie
Professionnel entre 1936 et 1949, Glauco Servadei a été vainqueur d'étape sur le Tour de France et le Tour d'Italie.

## Palmarès

### Palmarès amateur
- 1931
  - Tour d'Émilie
- 1933
  - 2e et 3e étapes du Tour de Hongrie
  - Coppa Città di Asti
- 1934
  - Coppa Caivano
- 1935
  - Coppa Sergio Salvioni
- 1936
  - 2e du championnat d'Italie sur route amateurs
  - 4e du contre-la-montre par équipes aux Jeux olympiques
  - 6e du championnat du monde sur route amateurs

### Palmarès professionnel
| - 1937 - 15e et 18e étapes du Tour d'Italie - 2e du Tour de Toscane - 2e de Milan-Modène - 3e des Trois vallées varésines - 1938 - 6eb et 20ea étapes du Tour de France - 2e de Milan-Modène - 3e du championnat d'Italie sur route - 1939 - 9ea étape du Tour d'Italie - 9e du Tour de Lombardie - 10e de Milan-San Remo - 1940 - 6ea, 14e et 18e étapes du Tour d'Italie - 2e du Tour d'Ombrie | - 1942 - Coppa Bernocchi - Milan-Mantoue - 3e du Tour de la province de Milan - 3e du Tour de Toscane - 3e de Milan-Modène - 5e du Tour de Lombardie - 1943 - Tour de la province de Milan (avec Fiorenzo Magni) - 2e du Tour de Toscane - 2e de Milan-Mantoue - 2e de Milan-San Remo - 3e du championnat d'Italie sur route - 1945 - 2e du championnat d'Italie sur route - 3e du Trophée Matteotti |  |

## Résultats sur les grands tours

### Tour de France
- 1937 : abandon (2e étape)
- 1938 : 20e, vainqueur des 6eb et 20e étapes

### Tour d'Italie
6 participations
- 1937 : 14e, vainqueur des 15e et 18e étapes
- 1939 : 13e, vainqueur de la 9ea étape
- 1940 : 22e, vainqueur des 6ea, 14e et 18e étapes
- 1946 : abandon
- 1947 : 23e
- 1949 : 48e